# James und der Riesenpfirsich (Roman)
James und der Riesenpfirsich ist ein Kinderbuch von Roald Dahl, das 1961 erstmals erschien.

## Handlung
Nachdem seine Eltern von einem Rhinozeros gefressen wurden, muss James bei seinen schrecklichen Tanten Schwamm und Zinke leben. Sein Leben ist unerträglich, bis etwas Unglaubliches geschieht: Ein Fremder übergibt ihm die Zutaten für einen geheimnisvollen Trank, der James von seinem Schicksal erlösen soll. Als er ins Haus zurück will, um die Zutaten zu verstecken, stolpert er jedoch, und die Zutaten verschwinden im Boden, direkt vor einem alten Pfirsichbaum. Wenig später wächst jedoch an dem seit langer Zeit unfruchtbaren Baum eine goldene Frucht. Diese wird bald doppelt so groß wie der Baum selbst. Während die Tanten den Pfirsich gegen Geld zur Schau stellen, kriecht James eines Nachts in den Pfirsich und freundet sich dort mit einer Horde übergroßer Insekten an, die im Kern der Frucht leben. Kurz darauf bricht ein Tausendfüßler den Pfirsich vom Baum los. Dieser überrollt James’ Tanten und rollt über Hügel und Berge hinunter zum Atlantischen Ozean.
Dort treibt der Riesenpfirsich gen New York. Doch auf der langen Schiffsreise passieren einige Unglücke. Zum einen werden James und die Insekten von einer hungrigen Meute von Haien überfallen, die sich am süßen Fleisch des Pfirsichs satt essen wollen. Um nicht zu ertrinken, hat James die Idee, den Pfirsich an vorüberfliegenden Möwen festzubinden, und mit ihnen davonzufliegen. Nach einer Weile erregt der Riesenpfirsich die Aufmerksamkeit sogenannter Wolken-Männer, die ihn, aus Wut gestört zu werden, durch eine riesige Regenbogenwolke jagen. Schließlich werden die Insekten von einem heftigen Wasserfall erwischt, können aber den Wolken-Männern entkommen.
So erreichen sie völlig erschöpft und mehr oder weniger unverhofft New York City, wo sie direkt auf dem Empire State Building landen. Das interessiert die New Yorker Presse, die James und seine Freunde zu berühmten, glücklichen Bewohnern eines Riesenpfirsichs macht.

## Adaptionen
1996 entstand nach der Romanvorlage der Puppentrickfilm James und der Riesenpfirsich. Regie führte Henry Selick, Tim Burton war Produzent. Unter anderem wirkte Susan Sarandon bei der Vertonung mit.